# Dark Cuervo
Jaime Ignacio Tirado Correa (né le 4 janvier 1974, à Toluca dans l'État de Mexico) est un catcheur (lutteur professionnel) mexicain, connu sous le nom de Dark Cuervo ou Cuervo qui est actuellement sous contrat avec la Asistencia Asesoría y Administración.

## Carrière

### Asistencia Asesoría y Administracíon
Le 23 octobre, lui et Dark Ozz battent Great Muta et KENSO et remportent les AJPW World Tag Team Championship. Le 5 novembre, ils conservent leur titres contre Kaz Hayashi et Shūji Kondō. Lors de Guerra de Titanes 2011, ils retournent à la AAA avec Vampiro qui remplace La Parka en tant que leader de El Inframundo. Le 3 janvier 2012, ils conservent leur titres contre Kai et Seiya Sanada. Le 20 mars, ils perdent les titres contre Get Wild (Takao Omori et Manabu Soya).
Le 18 août, les anciens membres de La Secta se réunissent avec l'ancien leader de Los Bizarros, Cibernético pour former le groupe La Secta Bizarra Cibernetica.
Le 11 septembre, il retourne à la All Japan Pro Wrestling où il perd contre Low Ki lors du premier tour du Ōdō Tournament 2013.
Lors de Guerra de Titanes 2016, lui, El Zorro et Dark Scoria battent Electroshock, Garza Jr. et La Parka et El Hijo de Pirata Morgan, El Hijo del Fantasma et Taurus et remportent les vacants AAA World Trios Championship. Le 4 novembre, ils perdent les titres contre OGT (Averno, Chessman et Ricky Marvin). Le 31 mars 2017, lui et Scoria battent Aero Star et Drago et remportent les AAA World Tag Team Championship. Le 26 mai, ils perdent les titres contre El Mesías et Pagano.

## Palmarès
- All Japan Pro Wrestling
  - 1 fois AJPW World Tag Team Championship avec Dark Ozz

- Asistencia Asesoría y Administración
  - 4 fois AAA World Tag Team Championship avec Ozz (1) et Scoria (3)
  - 1 fois AAA World Trios Championship avec El Zorro et Dark Scoria
  - 3 fois Mexican National Atómicos Championship avec Escoria, Ozz et Chessman (2), Dark Escoria, Dark Ozz et Dark Espiritu (1)